# الن براون
الن براون (انگلیسی: Allan Brown; ۱۲ اکتبر ۱۹۲۶ – ۲۰ آوریل ۲۰۱۱) بازیکن و مربی فوتبال اهل بریتانیا بود.
از باشگاه‌هایی که در آن بازی کرده‌است می‌توان به باشگاه فوتبال پورتسموث، باشگاه فوتبال لوتون تاون، باشگاه فوتبال ویگان اتلتیک، باشگاه فوتبال بلکپول اشاره کرد.
وی همچنین درتیم ملی فوتبال اسکاتلند بازی کرده‌است.